# Känslor (musikalbum)
Känslor är Anders Glenmarks debutalbum som soloartist, utgivet 1973 på skivbolaget Philips.
Albumet spelades in 12–30 mars 1973 i Glen Studio och producerades av Birger Engström och Bruno Glenmark. På skivan medverkar Janne Bergman på elbas, Anders Glenmark på sång och gitarr, Bruno Glenmark på trumpet och trombon, Ahmandu Jarr på congas, Knud Jørgensen på piano, Weine Renliden på trumpet, Janne Schaffer på gitarr, Tommy Tausis på trummor samt Sven Larsson, Torny Nilsson och Olle Tull på trombon.
Från Känslor släpptes inga singlar. Albumet tog sig inte in på svenska albumlistan och ingen av låtarna tog sig heller inte in på Svensktoppen.
Albumet utgavs på LP. Det har inte utkommit i någon nyutgåva.

## Låtlista
All text och musik skriven av Anders Glenmark.
Sida A
1. "Känslor" – 3:17
2. "Ingenting" – 3:40
3. "Sommaren 69" – 4:55
4. "Havet ligger stilla" – 3:10
5. "Bröder" – 3:45
6. "Ska jag gå?" – 3:20

Sida B
1. "Någonting börjar hända" – 2:45
2. "Lady" – 3:25
3. "Sommarsvan" – 3:45
4. "Det är ditt liv" – 3:20
5. "För jag är fri" – 2:50
6. "När du vaknar" – 3:40

## Medverkande
Musiker
- Janne Bergman – elbas
- Anders Glenmark – gitarr, sång
- Bruno Glenmark – trumpet
- Gunnar Gunrup – trumpet
- Ahmandu Jarr – congas
- Knud Jørgensen – piano
- Sven Larsson – trombon
- Torgny Nilsson – trombon
- Weine Renliden – trumpet
- Janne Schaffer – gitarr
- Tommy Tausis – trummor
- Olle Tull – trombon

Produktion
- Birger Engström – producent
- Bruno Glenmark – producent